# Cojeul
Pour les articles homonymes, voir Cojeul (homonymie).
Le Cojeul est un cours d'eau français de la région Hauts-de-France, dans le département du Pas-de-Calais, un affluent de la Sensée, et donc un sous-affluent de l'Escaut.

## Géographie
La longueur de son cours d'eau est de 26,6 km.
Le Cojeul prend sa source à l'ouest de Douchy-lès-Ayette, sur la commune de Bucquoy 50° 10′ 18,6″ N, 2° 40′ 41,8″ E, dans le canton de Croisilles, traverse briévement le canton de Beaumetz-lès-Loges, et revient dans le canton de Croisilles qu'il traverse dans sa longueur, puis rejoint le canton de Vitry-en-Artois où il se jette dans la Sensée, au nord d'Éterpigny 50° 16′ 08,5″ N, 2° 58′ 46,5″ E, sans avoir quitté l'arrondissement d'Arras.
Sa pente moyenne est de 2,89 ‰ (77 mètres de dénivelée sur 26 600 mètres).
Sur la commune de Douchy-lès-Ayette, le Cojeul est aussi identifié sous le nom de Fossé Magramère.
Le Cojeul rencontre sur son parcours :
- une usine de pulpes sèches et une sucrerie, sur la commune de Boiry-Sainte-Rictrude,
- la voie ferrée de Paris Nord à Lille Flandres (ligne 272 000), l'ancienne voie ferrée "de YOYO", de Boisleux à Marquion, sur la commune de Boisleux-au-Mont,
- une ile et un marais (aujourd'hui espace de protection ornithologique et végétale, et de production maraîchère, avec "Les Biaux Jardins du Cojeul"), sur la commune de Boisleux-Saint-Marc,
- la Départementale 917 (ex. Nationale 17), sur la commune de Boiry-Becquerelle,
- la raccordement ferrée à Grande Vitesse de Croisilles à Agny (ligne 226 310), de la Ligne à Grande Vitesse Nord Europe sur la commune d'Hénin-sur-Cojeul,
- la Ligne à Grande Vitesse Nord Europe, branche de Gonesse à la Frontière Belge (ligne 226 000), sur la commune de Saint-Martin-sur-Cojeul,
- l'autoroute A1, sur la commune d'Héninel,
- Le marais de Guémappe et la Départementale D939 (Ex. Nationale 39, dite "route de Cambrai", tronçon de l'ancienne voie Romaine[2] Gesoriacum Bagacum[note 1]), sur les communes de Guémappe et Vis-en-Artois,
- L'autoroute A26, au point de confluence avec la Sensée, sur la commune d'Éterpigny.

## Communes traversées
Le Cojeul traverse seize communes, dans le sens amont vers aval :
- Bucquoy (source), Douchy-lès-Ayette,
- Boiry-Sainte-Rictrude, Boiry-Saint-Martin,
- Boisleux-au-Mont, Boisleux-Saint-Marc, Boiry-Becquerelle,
- Hénin-sur-Cojeul, Saint-Martin-sur-Cojeul, Héninel, Wancourt, Guémappe,
- Vis-en-Artois, Boiry-Notre-Dame, Rémy, et Éterpigny (confluence).

## Toponymes
Le Cojeul a donné son hydronyme aux deux communes de Hénin-sur-Cojeul, Saint-Martin-sur-Cojeul.

## Vallée du Cojeul
La vallée du Cojeul, zone humide, est essentiellement occupée par l'agriculture extensive (blé et autres céréales, betterave sucrière, pomme de terre).
Situé en limite du Bassin minier du Nord-Pas-de-Calais, on y trouve également des industries de transformation agroalimentaire, tel que :
- Pulpes sèches (pour l'alimentation du bétail),
- Sucrerie,
- Conserverie.

Enfin, axe de communication entre Paris et le Nord de la France et de l'Europe, on y trouve voies de Chemin de fer classique et à grande vitesse, autoroutes, routes nationales et canaux.

## Affluents
Le Cojeul a quatre affluents référencés :
- Le Boiry-Becquerelle (rd[note 2]), 2 km confluent à Hénin-sur-Cojeul[note 3],
- ruisseau la Petite Sensée (rg), 1,1 km confluente à Wancourt[note 4],
- Le Guemappe (rg), 1,1 km confluent à Guémappe[note 5],
- l'Ancien Moulin de Lannoy (rd), 1,2 km confluent à Rémy[note 6].

D'autres ruisseaux, aux cours irréguliers ou non permanents, les plus souvent localement nommés "petit cojeul" sont également identifiés :
- à Boiry-Sainte-Rictrude, provenant d'Ayette.
- à Hénin-sur-Cojeul,
- à Vis-en-Artois.

### Rang de Strahler
Donc le rang de Strahler du Cojeul est de deux.

## Hydrologie
Aucune station hydrologique n'est identifiée sur la Cojeul. Le débit a été mesuré le 8 juin 2014, au lieu-dit « le marais » à Boisleux-Saint-Marc, à 180 l/s (coupe de 36 dm² et vitesse de 0,5 m/s).
Le Cojeul traverse une seule zone hydrographique de 594 km2, de l'écluse numéro 1 à Palluel sur le Canal du Nord au confluent du Canal de la Sensée.  Le débit varie très significativement avec les saisons, du fait de la collecte des eaux pluviales du bassin versant. Ce bassin versant est constitué à 90,95 % de territoires agricoles, à 6,49 % de territoires artificialisés, à 1,37 % de forêts et milieux semi-naturels, à 0,89 % de zones humides, et à 0,37 % de surfaces en eau
Il est également alimenté par des sources, à Monchy-au-Bois, en son amont, et le long de son cours, notamment à Boisleux-Saint-Marc et à Guémappe. Il n'est jamais à sec à partir de Boisleux-Saint-Marc.
Son régime hydrologique est dit pluvial océanique.

## Aménagements et écologie
Le Cojeul n'est pas navigable. Il n'est pas objet d'activité touristique ou économique significative.
Le lit du Cojeul est utilisé entre Boisleux-Saint-Marc et Boisleux-au-Mont pour une canalisation hydraulique destinée à l'alimentation en eau de la sucrerie de Boiry-Sainte-Rictrude. L'eau est pompée dans la nappe phréatique à l'origine des sources du Marais à Boisleux-Saint-Marc.